# Paul von Hindenburg
Paul Ludwig Hans Anton von Beneckendorff und von Hindenburg (Posen, 2 ottobre 1847 – Gut Neudeck, 2 agosto 1934) è stato un generale e politico tedesco.
Figura importante della prima guerra mondiale, esercitò il comando supremo dell'esercito tedesco sul fronte orientale ottenendo notevoli vittorie contro i russi. Dal 1916, promosso feldmaresciallo, assunse la guida militare di tutte le forze del Reich, dirigendo, in collaborazione con il suo abile capo di Stato Maggiore generale Erich Ludendorff, lo sforzo bellico tedesco fino alla fine della guerra nel novembre 1918.
Godendo di grande fama e prestigio presso il popolo tedesco anche dopo la sconfitta, fu Reichspräsident della Repubblica di Weimar dal 1925 al 1934, anno della sua morte. Durante il suo secondo mandato presidenziale assistette agli eventi che condussero alla nascita del Terzo Reich. Hindenburg era un esponente dell'aristocrazia terriera prussiana (Junker) ed era ritenuto un conservatore che auspicava una restaurazione della monarchia tedesca. Anche se sperava che uno dei principi Hohenzollern venisse nominato a succedergli come capo di Stato, non tentò di usare i suoi poteri in favore di una tale restaurazione e si considerò vincolato dal giuramento di fedeltà che aveva prestato alla Costituzione di Weimar.
Lo zeppelin LZ 129 Hindenburg portava tale nome in suo onore.

## Biografia
Hindenburg nacque a Posen (l'odierna Poznań, in Polonia), allora Regno di Prussia, nel 1847, figlio dell'aristocratico prussiano Robert von Beneckendorff und von Hindenburg e della moglie Luise (nata Schwickart). Gli Hindenburg erano discendenti di Martin Lutero, iniziatore della riforma protestante, e di sua moglie Katharina von Bora, per parte della loro figlia Margarethe.

### Carriera militare

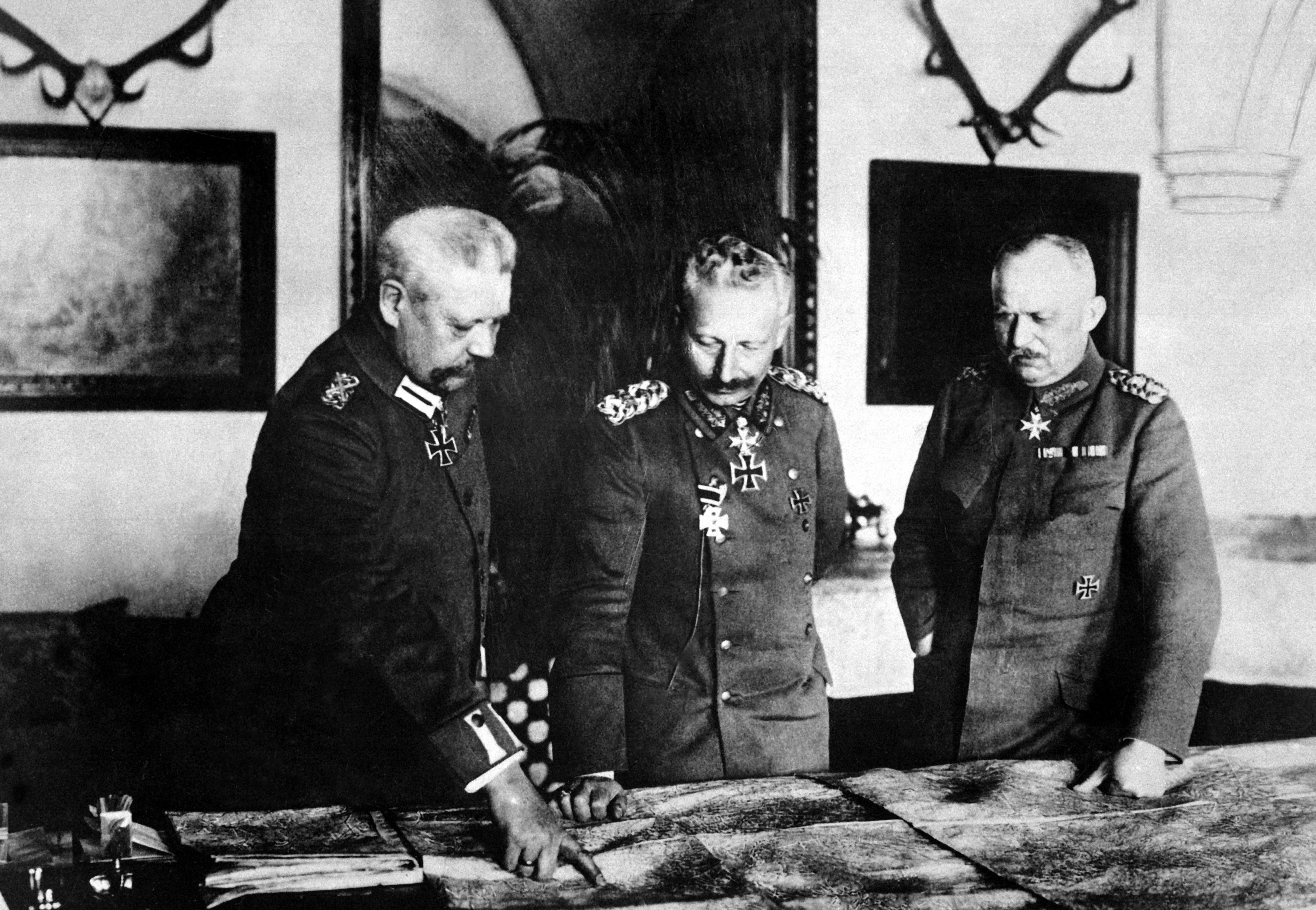
Paul von Hindenburg, il kaiser Guglielmo II ed Erich Ludendorff nel 1917

Educato alla scuola per cadetti di Wahlstatt (l'odierna Legnickie Pole, in Polonia) e alla scuola per cadetti di Berlino, combatté nella battaglia di Sadowa del 1866 e nella guerra franco-prussiana (1870-1871). Nel 1903 venne promosso generale; nel 1911 si ritirò con il grado di generale di corpo d'armata, ma in realtà era stato allontanato dal servizio attivo perché, durante lo svolgimento di una manovra, s’era permesso di far prigioniero il kaiser con tutte le sue truppe, mettendo in evidenza le sue virtù strategiche ma, allo stesso tempo, inimicandosi tutto lo Stato Maggiore dell’esercito.
Richiamato allo scoppio della prima guerra mondiale, fu vittorioso nella battaglia di Tannenberg e in quella dei laghi Masuri (1914) contro l'esercito russo. Gran parte del merito di queste vittorie appartiene al colonnello Max Hoffmann, che riconobbe l'importanza della falla nella sicurezza delle comunicazioni radio dei russi. Con un codice di cifratura semplice e rapidamente decodificato vennero inviate informazioni sufficienti a permettere all'esercito tedesco presente nell'area, guidato da Ludendorff e Hindenburg, di conoscere dove e quando si sarebbero trovate le truppe russe.
Alla fine del 1916 Hindenburg fu nominato Capo di Stato Maggiore in sostituzione di Erich von Falkenhayn, anche se il vero potere era esercitato dal suo vice, Erich Ludendorff. Seguendo i suggerimenti di Ludendorff, nel 1917 Hindenburg diede ordine di riprendere la guerra sottomarina indiscriminata, nota come battaglia dell'Atlantico (1914-1918), provocando il 6 aprile l'ingresso degli Stati Uniti d'America nel conflitto mondiale a fianco della Triplice intesa.
Ancora nel 1917 e insieme a Ludendorff, il generale realizzò la Linea Hindenburg (Siegfried Stellung), un vasto sistema difensivo che si estendeva nel nordest della Francia per quasi 160 chilometri di lunghezza, con una profondità variabile da 6 a 10 chilometri. Costituita da tre linee successive (linea avanzata, linea dei rincalzi, linea della riserva), collegava villaggi, boschi e corsi d'acqua con un sistema di postazioni fortificate, trincee e camminamenti. Ritenuta inespugnabile, fu sfondata dagli Alleati durante l'offensiva dei cento giorni, a prezzo di pesanti perdite di uomini e materiali.

### Presidente del Reich
Subito dopo la fine della guerra, nel 1918, Hindenburg si ritirò nuovamente dall'esercito e iniziò la carriera politica durante il periodo turbolento della Repubblica di Weimar.
Nel febbraio 1925 il presidente del Reich, il socialdemocratico Friedrich Ebert, morì prima della scadenza del suo mandato. Le elezioni presidenziali si tennero in una situazione politica ancora condizionata dalla crisi della Ruhr e dalla grande inflazione del 1923. Nelle doppie elezioni politiche di maggio e di dicembre 1924 gli elettori avevano confermato lo spostamento verso destra che si era manifestato fin da quelle del giugno 1920, premiando i nazionalisti. A sinistra i comunisti avevano conservato una forte rappresentanza parlamentare, mentre permaneva la conflittualità tra i partiti democratici, tra i quali i maggiori erano il Partito Socialdemocratico, il Partito di Centro, il Partito Democratico Tedesco ed il Partito Popolare Tedesco.
In questo contesto maturò nell'opposizione nazionalista antiweimariana l'idea di candidare un esponente di prestigio del vecchio regime, capace di raccogliere un ampio consenso. Il candidato naturale sarebbe stato Erich Ludendorff, ma l'ex subalterno di Hindenburg pagò l'appoggio che aveva dato al tentativo di colpo di Stato fallito da Adolf Hitler nel novembre 1923 a Monaco di Baviera. La scelta cadde allora sullo stesso Hindenburg, che dovette la sua elezione all'antagonismo tra i partiti della sinistra: nello specifico al rifiuto del candidato comunista Ernst Thälmann di ritirarsi dal ballottaggio tra i tre candidati che al primo turno avevano raccolto il maggior consenso, per far confluire i suoi due milioni di voti su Wilhelm Marx, candidato dei cattolici, appoggiato dai socialdemocratici.
La grande depressione fu lo spartiacque della prima presidenza Hindenburg. Negli anni precedenti alla crisi del 1929 la politica estera di riconciliazione con le potenze vincitrici del cancelliere e poi ministro degli esteri Gustav Stresemann aveva creato le condizioni per una vigorosa ripresa dell'economia tedesca. Il Piano Dawes (1924) aveva subordinato il ritmo dei pagamenti delle riparazioni di guerra stabilite con il Trattato di Versailles (1919) alla loro sostenibilità e aveva favorito l'afflusso di capitali stranieri. Il Patto di Locarno (1925), l'ammissione della Germania alla Società delle Nazioni (1926) e una maggiore stabilità politica sembravano aver posto fine al dopoguerra.
L'economia tedesca però dipendeva più di quella degli altri Paesi europei dai rapporti commerciali e finanziari con gli Stati Uniti, in forza dei piani Dawes e Young (1929). La grande crisi causò un'ondata di disoccupazione, che divenne terreno fertile per la propaganda nazista diretta da Joseph Goebbels. L'inefficacia della politica economica del cancelliere Heinrich Brüning suscitò il timore che l'inflazione del 1923 potesse ripetersi e insofferenza verso la democrazia parlamentare, contribuendo a trasformare il Partito Nazista in un partito di massa: i 12 deputati ottenuti al Reichstag (Dieta del Reich, la camera bassa del parlamento) nelle elezioni politiche del maggio 1928 divennero 107 in quelle del settembre 1930.

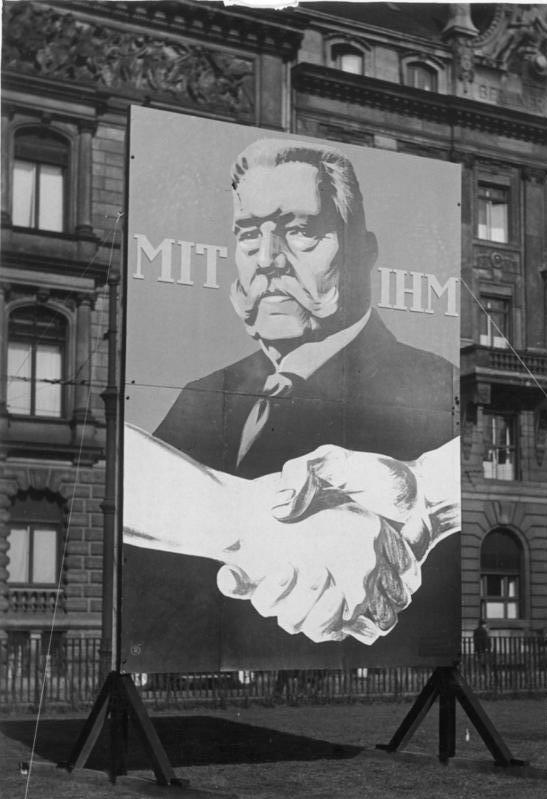
Manifesto elettorale pro Hindenburg (1932)

Al termine del mandato settennale, Hindenburg, che soffriva di saltuarie crisi di senilità, venne persuaso a ripresentarsi alle elezioni presidenziali della primavera del 1932 come unico candidato in grado di bloccare l'ascesa di Adolf Hitler. Quello che era stato il presidente dell'opposizione nazionalista divenne il candidato dei partiti democratici, inclusi i socialdemocratici, e di quella parte della burocrazia, dell'esercito e dei ceti medi che erano favorevoli a una svolta autoritaria, ma diffidavano dei nazisti.
Hindenburg in effetti sconfisse Hitler nella corsa alla presidenza, ottenendo al ballottaggio il 53% dei suffragi contro il 37% di questi e il 10% di Thälmann; ma nelle elezioni politiche del luglio 1932 lo NSDAP ottenne 230 seggi, che ne fecero il primo partito in un Reichstag frammentato. I cancellieri nominati - nel tentativo di ostacolare l'ascesa di Adolf Hitler - da Hindenburg, Franz von Papen e Kurt von Schleicher, perseguendo strategie diverse, non riuscirono a dare una maggioranza parlamentare ai rispettivi governi che prescindesse da Hitler, il quale da parte sua non era disponibile a entrare in nessun governo di cui non fosse alla guida. Egli citava l'esempio dell'Italia, dove il re aveva ceduto a Benito Mussolini tutto il potere.

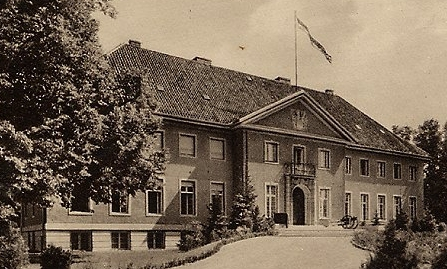
La tenuta della famiglia a Neudeck (oggi Ogrodzieniec, distretto Kisielice) dove morì il generale von Hindenburg in una foto del 1928. Qui visse suo figlio, il colonnello Oskar (1883-1960), sino alla venuta dei russi nel 1945

Importante collaboratore del padre fu il suo unico figlio maschio, anch'egli militare, il colonnello Oskar (1883-1960). Nel periodo fra il dicembre 1932 e il gennaio 1933 in Germania emerse alla luce lo scandalo denominato "Osthilfeskandal", costituito da grandi proprietari terrieri che avevano sperperato in lussuosi acquisti dei fondi a loro erogati dallo stato. Riguardavano aiuti pubblici destinati alle zone orientali della Germania, la Prussia. Le accuse coinvolsero la famiglia di von Hindenburg, soprattutto per gli aiuti ricevuti per la tenuta di Neudeck (l'attuale Ogrodzieniec, nel Voivodato polacco) acquisita dal fratello del celebre e rispettato feldmaresciallo Paul nel 1927 che risultava, secondo le accuse, con una forte esposizione debitoria "improvvisamente" sparita grazie a queste donazioni. Si aggiunsero come "donazione" 5.000 acri (20,234 kmq) a questa proprietà, ma alla presa del potere dei nazisti fu tutto messo in silenzio 
```
evidentemente censurato dalla stampa del Reich.
[
6
]
```

Di fronte all'acuirsi della crisi economica e della violenza politica, Hindenburg si lasciò convincere da ambienti conservatori, capeggiati dallo stesso von Papen, che l'ingresso dello NSDAP in una coalizione di governo controllata dal Partito Popolare Nazionale Tedesco (DNVP) avrebbe permesso la formazione di un'efficiente maggioranza parlamentare e favorito l'integrazione del nazismo nell'ordine repubblicano.

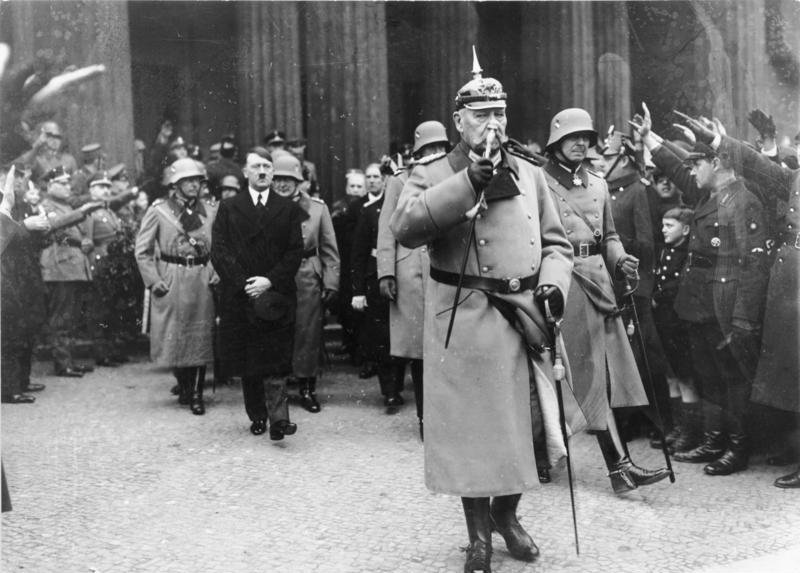
Il presidente Hindenburg e il cancelliere Hitler (1934)

Nel 1933, pur titubante, Hindenburg nominò Hitler cancelliere del Reich (il giuramento si tenne il 30 gennaio) in un governo in cui von Papen ricopriva la carica di vice cancelliere. La sera dell'insediamento di Hitler, i sostenitori del partito nazista marciarono per ordine di Hitler sotto gli occhi di Hindenburg. L'illusione di poter controllare Hitler svanì in meno di un mese dalla presa del potere del neo-cancelliere. L'incendio del Reichstag e il conseguente decreto del 28 febbraio 1933 dettero il via alla Gleichschaltung, cioè alla sincronizzazione delle istituzioni e della società tedesche con lo spirito e le finalità del nazismo. In un quadro di formale legittimità costituzionale e con il consenso di Hindenburg, il nazismo attuò la trasformazione della Repubblica di Weimar nel Terzo Reich.
Hindenburg rimase in carica fino alla sua morte, avvenuta il 2 agosto 1934 nella sua casa di Neudeck (Prussia Orientale), due mesi esatti prima del suo ottantasettesimo compleanno. Il giorno prima della sua morte, Hitler volò a Neudeck per rendergli visita.
Dopo la morte di Hindenburg, Hitler dichiarò permanentemente vacante la carica di presidente del Reich, fondendola di fatto con quella di cancelliere, sotto il titolo di Führer und Reichskanzler (Führer e cancelliere del Reich), rendendo se stesso capo di Stato e capo di governo della Germania. Il 19 agosto 1934 Hitler fece svolgere un referendum per legittimare questa sua mossa. Hindenburg fu quindi l'ultimo presidente del Reich fino al 30 aprile 1945, quando, dopo il suicidio di Hitler,6 la carica venne assunta da Karl Dönitz, come lo stesso Führer aveva disposto nel suo testamento.
Hindenburg venne sepolto nel Memoriale di Tannenberg. Nel 1945 le truppe tedesche rimossero la sua bara e quella della moglie, per salvarle dai russi in avvicinamento. Vennero portate a Marburgo, nella Germania occidentale, città di cui Hindenburg era cittadino onorario, dove furono nuovamente e definitivamente inumate nella cappella della torre nord della chiesa di Sant'Elisabetta.

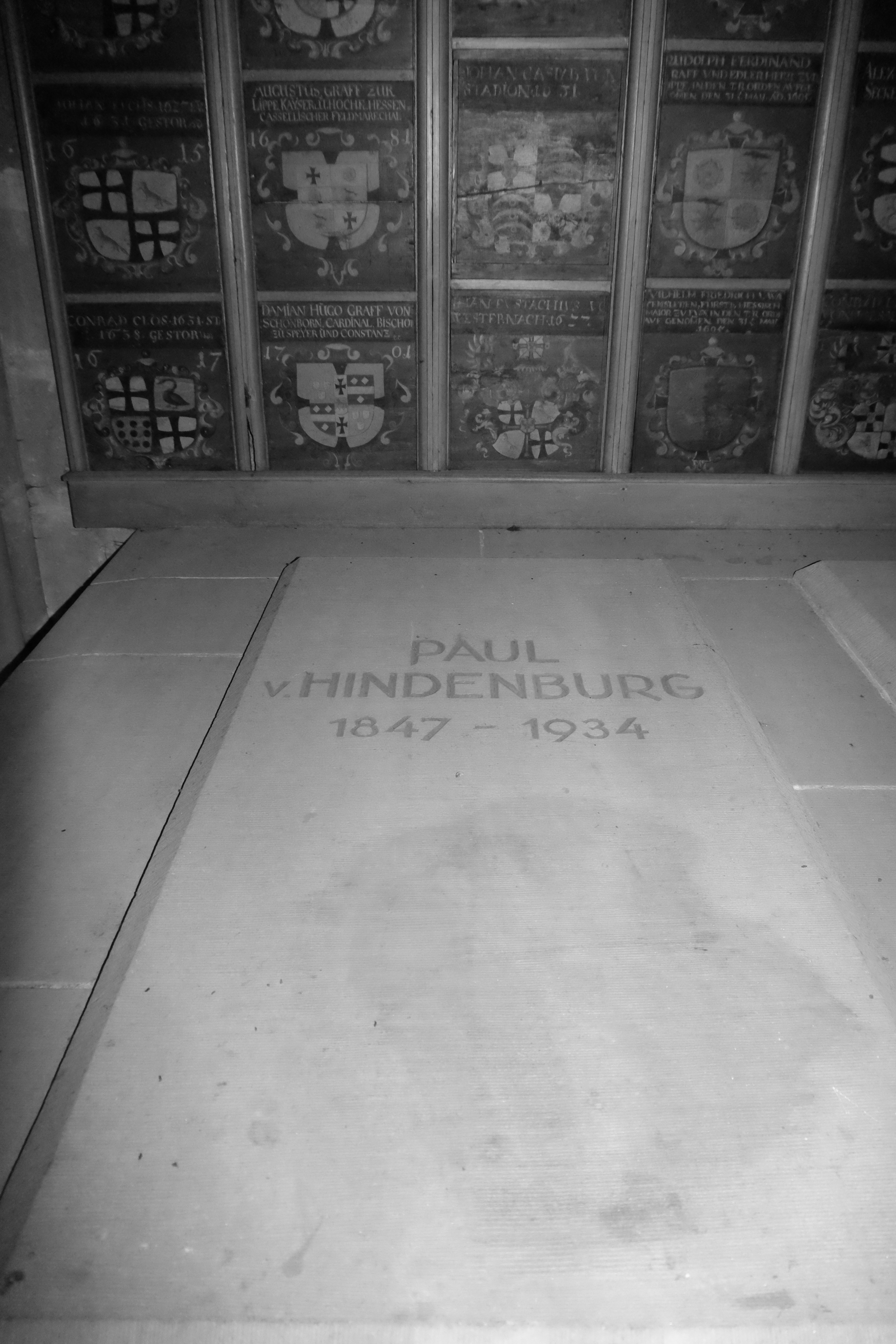
La tomba di Hindenburg nella chiesa di Sant'Elisabetta a Marburgo

### Il figlio Oskar nel dopoguerra
Suo figlio Oskar fu ascoltato come testimone al processo di Norimberga contro Franz von Papen, personaggio ambiguo pronto ad autoassolversi accusando gli altri.
Nel 1955 in Germania era stato pubblicato un libro scritto dal cattolico conservatore, monarchico, giornalista con interessi storici, collaboratore dal 1924 per il giornale non più 
esistente "Münchner  Neuste Nachrichten" Erwein von Aretin (1887-1952): Krone und Ketten (Erinnerungen eines Bayerischen Edelmannes) ["Corona e catene (ricordi di un nobile bavarese)"] nel quale tornava ad accusare Oskar e la sua famiglia per la vicenda degli "Osthilfe" di anteguerra. Von Aretin (che era deceduto) collaborò per l'opera con il suo terzo figlio, Karl Otmar Freiherr (1923-2014) e con Karl Buchheim (1889-1982), entrambi storici. Furono querelati dal figlio Oskar nel settembre 1955 insieme all'editore Süddeutschen Verlag e nel 1956 von Hindenburg vinse la causa.